# Dd (Unix)
dd é um utilitário de linha de comandos em sistemas operacionais unix-like. Seu objetivo principal é o de converter e copiar arquivos. Ele também pode criar imagens em discos flexíveis, discos rígidos, mídias ópticas, arquivos de swap.
No Unix, drivers de dispositivos para hardware (como unidades de disco rígido) e arquivos de dispositivos especiais (como /dev/zero e /dev/random) aparecem no sistema de arquivos como arquivos normais e o dd também pode ler e/ou escrever de/para esses arquivos, desde que a função seja implementada em seu respectivo driver. Como resultado, dd pode ser usado para tarefas como fazer backup do setor de inicialização de um disco rígido e obter uma quantidade fixa de dados aleatórios. O programa dd também pode realizar conversões nos dados à medida que são copiados, incluindo troca de ordem de byte e conversão de e para as codificações de texto ASCII e EBCDIC.
Um exemplo de uso seria o seguinte comando:
dd if=/dev/sda of=/dev/sdb
Ele copia todo o conteúdo da partição /dev/sda para a partição /dev/sdb.

## Dcfldd
O dcfldd é uma bifurcação do dd, sendo uma versão aprimorada desenvolvida por Nick Harbour, que na época trabalhava para o Laboratório Forense de Computação do Departamento de Defesa dos Estados Unidos Comparado com o dd, o dcfldd permite mais de um arquivo de saída, suporta vários cálculos simultâneos de soma de verificação, fornece um modo de verificação para correspondência de arquivos e pode exibir o progresso percentual de uma operação.